# Nigel Redman
Nigel Charles Redman (Cardiff, 16 agosto 1964) è un ex rugbista a 15 e allenatore di rugby britannico, internazionale per l'Inghilterra, la cui presenza come seconda linea del Bath dal 1983 al 1999 è legata al periodo più vittorioso del club; con la Nazionale inglese prese parte alle Coppa del Mondo di rugby del 1987 e del 1991.

## Biografia
Nato a Cardiff, in Galles, crebbe nella contea inglese del Somerset e fu dedito inizialmente al calcio, che praticava nel ruolo di portiere, essendo, a suo dire, l'unico della sua compagnia ad avere voglia di tuffarsi sul cemento; passato a una scuola superiore di Weston-super-Mare a 15 anni, lì iniziò a giocare a rugby e quasi subito entrò nelle giovanili della vicina Bath, debuttando in prima squadra nel corso della Coppa Anglo-Gallese 1983-84; al termine della stagione il Bath vinse il trofeo, il primo sia per la squadra che per Redman.
Quasi subito arrivò anche la convocazione per l'Inghilterra: nel novembre 1984 fu schierato a Twickenham contro l'Australia, anche se passò più di un anno per la seconda partita, nel Cinque Nazioni 1986 contro la Scozia; prese comunque parte alla Coppa del Mondo di rugby 1987 dove disputò tre incontri.
Il 1987 fu anche l'anno dell'istituzione della Premiership, il campionato inglese di rugby di massima divisione, che vide il Bath dominatore nelle sue prime edizioni: delle prime 9 edizioni, infatti, se ne aggiudicò 6, tutte con Redman in squadra; al 1996 si era anche aggiudicato la sua decima Coppa Anglo-Gallese in uno spazio di 13 stagioni.
Nel 1991 Redman fu presente anche alla Coppa del Mondo in Inghilterra, che si risolse nella vittoria dell'Australia in finale proprio contro la squadra padrona di casa.
L'ultimo test match fu nel 1997, ancora contro l'Australia, a Sydney: in quello stesso anno aveva partecipato al suo primo tour dei British Lions, all'età di 33 anni, anche se con tale selezione non disputò alcun test match.
L'anno successivo vinse la Heineken Cup, laureandosi quindi campione d'Europa.
Nel 1999 giunse il ritiro dopo 349 partite di club complessivamente disputate.
Subito dopo il ritiro divenne direttore dell'accademia del Worcester e in tale incarico rimase fino al 2004 quando, rispondendo a un invito della Federazione, divenne il tecnico titolare della squadra inglese Under-19; divenuto in seguito allenatore della Under-20, con essa vinse il Sei Nazioni 2008 di categoria con il Grande Slam.
Nel 2008 passò all'incarico di coordinatore del rugby di alto livello della RFU.
Tenne tale posizione fino al 2012, quando accettò dal Worcester l'offerta di diventare il secondo di Richard Hill e addetto all'allenamento degli avanti.
L'avventura in tale squadra durò solo una stagione, perché al termine della 2012-13 il club non rinnovò il contratto né a Hill né a Redman.

## Palmarès
- Premiership: 6
Bath: 1988–89, 1990–91, 1991–92, 1992–93, 1993–94, 1995–96
- Coppe Anglo-Gallesi: 10
Bath: 1983-84, 1984-85, 1985-86, 1986-87, 1988-89, 1989-90, 1991-92, 1993-94, 1994-95, 1995-96
- Heineken Cup: 1
Bath: 1997-98